# Yvon Thébert
Yvon Thébert, né le 20 février 1943 à Paris et mort le 2 février 2002 dans la même ville,, est un archéologue et historien français d'inspiration marxiste.

## Biographie
Agrégé d'histoire, assistant à la faculté des lettres et sciences humaines de Tunis (1969-1971), membre de l'École française de Rome (1971), Yvon Thébert a enseigné à l'école normale supérieure de Fontenay-Saint-Cloud à partir de 1973. Ses principaux chantiers de fouilles ont concerné Bulla Regia (de 1965 à 1985) et le site de la Vigna Barberini sur le Palatin à Rome (de 1986 à 1997).
Dans la continuité des fouilles qu'il a menées à Bulla Regia, il a consacré une part importante de ses recherches à l'Afrique romaine et à l'architecture thermale, sujet de sa thèse d'état. Il a aussi consacré une importante partie de son travail à l'étude des mécanismes sociaux et culturels de l'Antiquité proposant une analyse critique sur les notions de romanisation ou de conquête, à partir de l'analyse des hiérarchies sociales plutôt que des césures culturelles.

## Publications

### Ouvrages
- Azedine Beschaouch, Roger Hanoune, Yvon Thébert (éd.), Les ruines de Bulla Regia, CEFR 28, Rome, 1977.
- Jean-Louis Biget, Jean-CIaude Hervé, Yvon Thébert (éd.), Les cadastres anciens des villes et leur traitement par l'informatique : actes de la table ronde, CEFR 120, Rome, 1989.
- Henri Broise, Yvon Thébert (éd.), Recherches archéologiques franco-tunisiernnes à Bulla Régia. 2. 1, Les architectures. Les thermes memmiens : étude architecturale et histoire urbaine, CEFR 28/2, 1, Rome, 1993.
- Henri Broise, Patrick Boucheron, Yvon Thébert (éd.), La brique antique et médiévale : production et commercialisation d'un matériau : actes du colloque international de Saint-Cloud, 16-18 novembre 1995, CEFR 272, Rome, 2000.
- Yvon Thébert, Thermes romains d'Afrique du Nord et leur contexte méditerranéen : études d'histoire et d'archéologie, École française de Rome, 2003, 733 p.Lire en ligne

### Articles
- Yvon Thébert, « La romanisation d'une cité indigène d'Afrique : Bulla Regia », Mélanges de l'Ecole française de Rome. Antiquité, Année 1973, 1, p. 247-312.
- Yvon Thébert, « Romanisation et déromanisation en Afrique : histoire décolonisée ou histoire inversée ? », Annales. Histoire, Sciences Sociales, 1978, v.33, no 1, p. 64-82.
- Yvon Thébert, « Économie, société et politique aux deux derniers siècles de la république romaine », Annales. Histoire, Sciences Sociales, 1980, 5, p. 895-911.
- Yvon Thébert, « Réflexions sur l'utilisation du concept d'étranger : évolution et fonction de l'image du Barbare à Athènes à l'époque classique »,  Diogène, 112, 1980, p. 96-115.
- Yvon Thébert, « L'évolution urbaine dans les provinces orientales de l'Afrique romaine tardive », Opus, 2, 1983, p. 99-131.
- Yvon Thébert, compte rendu de A. Giardina et A. Schiavone (dir.), Società romana e produzione schiavistica, Vol. I., L'Italia : insediamenti e forme economiche, vol. II, Merci, mercati e scambi nel Mediterraneo, vol III, Modelli etici, diritto e trasformazioni sociali dans Annales. Histoire, Sciences Sociales, 1982, 37, 5-6, p. 788-791.
- Yvon Thébert, « Vie privée et architecture domestique en Afrique romaine », dans Paul Veyne dir., Histoire de la vie privée I, Paris (1985), 1999, p. 301-415.
- Yvon Thébert, « Permanence et mutations des espaces urbains dans les villes d'Afrique du Nord orientale : de la cité antique à la cité médiévale », Actes du IVe congrès international d'histoire et de civilisation du Maghreb, Tunis, 11-13 avril 1986, Cahiers de Tunisie, 34, 1986, p. 31-46.
- Yvon Thébert, « À propos du "triomphe du christianisme" », Dialogues d'Histoire Ancienne, 14, 1988, p. 277-345.
- Filippo Coarelli et Yvon Thébert, « Architecture funéraire et pouvoir : réflexions sur l'hellénisme numide », Mélanges de l'Ecole française de Rome. Antiquité, Année 1988, 2, p. 761-818.
- Yvon Thébert et J.-L. Biget, « L'Afrique après la disparition de la cité classique : cohérence et ruptures dans l'histoire maghrébine » dans L'Afrique dans l'Occident romain. Actes du colloque de Rome, 3-5 décembre 1987, C.E.F.R. 134, Rome, 1990, p. 575-602.
- Yvon Thébert, « L'esclave » dans Andrea Giardina dir., L'homme romain, Paris, Seuil, 2002, p. 179-225 (traduction de l'édition italienne, 1989).
- Yvon Thébert, « Nature des frontières de l'empire romain : le cas germain », dans Aline Rousselle éd., Frontières terrestres, frontières célestes dans l'antiquité, Perpignan, 1995, p. 221-235.
- Yvon Thébert, « Royaumes Numides et hellénisme », Afrique et histoire, 2005, 3, p. 29-37 (réédition complétée d'un article écrit pour le catalogue de l'exposition Carthage (Petit-Palais, 1995).